# Infanterie-Division Mielau
Die Infanterie-Division Mielau war eine deutsche Infanteriedivision im Zweiten Weltkrieg.

## Geschichte

### Aufstellung
Die Infanterie-Division Mielau wurde Ende Januar 1944 als sogenannte Schatten-Division im Zuge der 24. Aufstellungswelle im Wehrkreis I aufgestellt. Die Aufstellung erfolgte auf dem Truppenübungsplatz Nord in Mielau, Ostpreußen, aus Teilen der aus Belarus zurückgekehrten 151. Reserve-Division.

### Abgabe von Truppenteilen zur Auffrischung der 65. und 121. ID
Anfang März 1944 wurden Teile für die 65. Infanterie-Division und die 121. Infanterie-Division verwendet. 

### Abgabe von Truppenteilen zur Auffrischung der 214. ID
Ende März 1944 wurde die Reste der Division bis auf den Divisionsstab zur Auffrischung der stark dezimierten 214. Infanterie-Division eingesetzt. 

### Auflösung durch Verwendung der restlichen Division zur Aufstellung der 59. ID
Der Divisionsstab wurde Ende Juni 1944 für die Aufstellung der 59. Infanterie-Division herangezogen und die Division damit aufgelöst.

## Kommandeur
Der Kommandeur der Infanterie-Division Mielau war der Generalmajor Walter Sauvant, der zeitgleich Kommandanten vom Truppenübungsplatz Nord (Mielau) war.

## Gliederung
- Grenadier-Regiment Mielau 1
- Grenadier-Regiment Mielau 2
- Artillerie-Abteilung Mielau
- Pionier-Bataillon Mielau